# Ytter-Trolltjärnen
Ytter-Trolltjärnen är en sjö i Vännäs kommun i Västerbotten och ingår i Umeälvens huvudavrinningsområde.